# Felice Centofanti
Felice Centofanti (Teramo, 23 maggio 1969) è un dirigente sportivo, personaggio televisivo ed ex calciatore italiano.

## Biografia
Anche suo fratello Fabio, cinque anni più giovane di Felice, è stato un calciatore. La figlia Martina è una ginnasta ed è membro della nazionale italiana di ginnastica ritmica.
Una volta lasciato il calcio, dal 2005 fino al 2009 viene ingaggiato da Striscia la notizia come inviato per gag a sfondo sportivo.

## Caratteristiche tecniche
Giocava nel ruolo di terzino. Mancino puro, in passato ha anche giocato come centrocampista esterno realizzando vari gol nella serie cadetta. Era molto abile nei calci piazzati dalla lunga distanza, dai quali poteva sfruttare il suo potente tiro.

## Carriera

### Giocatore
Cresciuto nelle giovanili del Verona, all'età di 18 anni viene girato in prestito al Teramo, squadra di Serie C2 con cui gioca solo due gare di campionato. A fine stagione rientra alla base in Serie A, dove fa il suo esordio nella gara casalinga contro il Como, ma nel prosieguo del campionato non viene più schierato. Successivamente viene ceduto allo Jesina in serie C2; e poi per tre anni nel campionato cadetto con le maglie di Barletta, Nola e Palermo. L'ottima stagione con i rosanero, esaltante dal punto di vista del rendimento personale (mentre i siciliani retrocedono in C1), gli vale il salto di categoria: firma un triennale con l'Ancona in Serie A. Con l'Ancona disputa anche una finale di Coppa Italia e una semifinale di Coppa Anglo-Italiana. 
Nel 1995, in maniera inaspettata, arriva l'offerta dell'Inter, sicuramente il club più prestigioso in cui abbia militato. Approda in nerazzurro durante il primo mercato della gestione di Massimo Moratti. Nonostante sia un difensore, Centofanti sceglie il numero 9: il 1995 è l'anno dell'introduzione dei numeri personali. Viene mandato in campo per la prima volta da Roy Hodgson, subito dopo l'esonero di Ottavio Bianchi. Alla prima e unica gara da titolare segna un gol alla Fiorentina. Sempre con l'Inter vanta anche una presenza in Coppa UEFA e tre in Coppa Italia. Nell'Inter non gioca praticamente più dopo l'arrivo di Alessandro Pistone scelto come terzino sinistro titolare nella difesa a quattro di Hodgson alle spalle del brasiliano Roberto Carlos.
Nel 1996 decide di scendere in Serie B accettando l'offerta del Genoa. Successivamente gioca con alterne fortune per tre anni in serie C1 col Ravenna e per tre anni in serie C2 col Padova. Nel 2004 firma col Bassano in serie D ma dopo poche giornate comunica la sua decisione d'abbandonare il calcio.
Nel 2011, a 42 anni, torna a giocare stipulando un contratto con la Sannicolese, squadra del suo paese che milita in Terza Categoria abruzzese.

### Dirigente
Nel 2004 conclusa la carriera da calciatore divenne Direttore Sportivo dell'Ancona. Il 21 luglio 2009 torna nel mondo del calcio ricoprendo il ruolo di direttore generale del San Marino.

## Statistiche

### Presenze e reti nei club
| Stagione        | Squadra         | Campionato      | Campionato | Campionato | Coppe nazionali | Coppe nazionali | Coppe nazionali | Coppe continentali | Coppe continentali | Coppe continentali | Altre coppe | Altre coppe | Altre coppe | Totale | Totale |
| Stagione        | Squadra         | Comp            | Pres       | Reti       | Comp            | Pres            | Reti            | Comp               | Pres               | Reti               | Comp        | Pres        | Reti        | Pres   | Reti   |
| --------------- | --------------- | --------------- | ---------- | ---------- | --------------- | --------------- | --------------- | ------------------ | ------------------ | ------------------ | ----------- | ----------- | ----------- | ------ | ------ |
| 1985-1986       | Teramo          | C2              | 2          | 0          | CI-C            | ?               | ?               | -                  | -                  | -                  | -           | -           | -           | 2+     | 0+     |
| 1986-1987       | Verona          | A               | 0          | 0          | CI              | ?               | 0               | -                  | -                  | -                  | -           | -           | -           | 0+     | 0      |
| 1987-1988       | Verona          | A               | 1          | 0          | CI              | 0               | 0               | CU                 | 1                  | 0                  | -           | -           | -           | 2      | 0      |
| Totale Verona   | Totale Verona   | Totale Verona   | 1          | 0          |                 | 0+              | 0               |                    | 1                  | 0                  |             | -           | -           | 2+     | 0      |
| 1988-1989       | Jesina          | C2              | 31         | 5          | CI-C            | ?               | ?               |                    |                    |                    |             |             |             | 31+    | 5+     |
| 1989-1990       | Barletta        | B               | 7          | 0          | CI              | 1               | 0               | -                  | -                  | -                  | -           | -           | -           | 8      | 0      |
| lug.-ott. 1990  | Barletta        | B               | 0          | 0          | CI              | 0               | 0               |                    |                    |                    |             |             |             | 0      | 0      |
| Totale Barletta | Totale Barletta | Totale Barletta | 7          | 0          |                 | 1               | 0               |                    | -                  | -                  |             | -           | -           | 8      | 0      |
| ott. 1990-1991  | Nola            | C1              | 27         | 3          | CI-C            | 0               | 0               | -                  | -                  | -                  | -           | -           | -           | 27     | 3      |
| 1991-1992       | Palermo         | B               | 29         | 8          | CI              | 1+              | 1               | -                  | -                  | -                  | -           | -           | -           | 30+    | 9      |
| 1992-1993       | Ancona          | A               | 18         | 1          | CI              | 0               | 0               | -                  | -                  | -                  | -           | -           | -           | 18     | 1      |
| 1993-1994       | Ancona          | B               | 28         | 4          | CI              | 2+              | 1               | -                  | -                  | -                  | CAI         | ?           | ?           | 30+    | 5+     |
| 1994-1995       | Ancona          | B               | 27         | 4          | CI              | 1               | 0               | -                  | -                  | -                  | CAI         | 1+          | 1+          | 29+    | 5+     |
| Totale Ancona   | Totale Ancona   | Totale Ancona   | 73         | 9          |                 | 3+              | 1               |                    | -                  | -                  |             | 1+          | 1+          | 77+    | 11+    |
| 1995-1996       | Inter           | A               | 9          | 1          | CI              | 3               | 0               | CU                 | 1                  | 0                  | -           | -           | -           | 13     | 1      |
| 1996-1997       | Genoa           | B               | 34         | 5          | CI              | ?               | ?               | -                  | -                  | -                  | -           | -           | -           | 34+    | 5+     |
| lug.-nov. 1997  | Genoa           | B               | 4          | 0          | CI              | ?               | ?               | -                  | -                  | -                  | -           | -           | -           | 4+     | 0+     |
| Totale Genoa    | Totale Genoa    | Totale Genoa    | 38         | 5          |                 | ?               | ?               |                    | -                  | -                  |             | -           | -           | 38+    | 5+     |
| nov. 1997-1998  | Ravenna         | B               | 25         | 3          | CI              | ?               | ?               | -                  | -                  | -                  | -           | -           | -           | 25+    | 3+     |
| 1998-1999       | Ravenna         | B               | 17         | 1          | CI              | ?               | ?               | -                  | -                  | -                  | -           | -           | -           | 17+    | 1+     |
| 1999-2000       | Ravenna         | B               | 26         | 3          | CI              | 2+              | 2               | -                  | -                  | -                  | -           | -           | -           | 28+    | 5      |
| Totale Ravenna  | Totale Ravenna  | Totale Ravenna  | 68         | 7          |                 | 2+              | 2+              |                    | -                  | -                  |             | -           | -           | 70+    | 9+     |
| 2000-2001       | Padova          | C2              | 30         | 15         | CI-C            | 2+              | 2+              | -                  | -                  | -                  | -           | -           | -           | 32+    | 17+    |
| 2001-2002       | Padova          | C1              | 28         | 7          | CI-C            | ?               | ?               | -                  | -                  | -                  | -           | -           | -           | 28+    | 7+     |
| 2002-2003       | Padova          | C1              | 8          | 1          | CI-C            | ?               | ?               | -                  | -                  | -                  | -           | -           | -           | 8+     | 1+     |
| Totale Padova   | Totale Padova   | Totale Padova   | 66         | 23         |                 | 2+              | 2+              |                    | -                  | -                  |             | -           | -           | 68+    | 25+    |
| feb.-giu. 2004  | Bassano Virtus  | D               | 1          | 0          | CI-D            | ?               | ?               | -                  | -                  | -                  | -           | -           | -           | 1+     | 0+     |
| 2011-2012       | Sannicolese     | TC              | 7          | ?          | -               | -               | -               | -                  | -                  | -                  | -           | -           | -           | 7      | ?      |
| Totale carriera | Totale carriera | Totale carriera | 359        | 61+        |                 | 12+             | 6+              |                    | 2                  | 0                  |             | 1+          | 1+          | 374+   | 68+    |

## Palmarès
- Campionato italiano Serie C2: 2

Teramo: 1985-1986
Padova: 2000-2001